# 安德尔河畔阿宰
安德尔河畔阿宰（法語：Azay-sur-Indre，法語發音：[azɛ syʁ ɛ̃dʁ] ⓘ）是法国安德尔-卢瓦尔省的一个市镇，位于该省东南部，安德尔河与安德鲁瓦河交汇处，属于洛什区。

## 地理
安德尔河畔阿宰（47°12'32"N, 0°56'43"E）面积13.89 平方千米，位于法国中央-卢瓦尔河谷大区安德尔-卢瓦尔省，该省份为法国中西部省份，北起萨尔特省、东北接卢瓦-谢尔省，东南接安德尔省，南至维埃纳省，西临曼恩-卢瓦尔省。
与安德尔河畔阿宰接壤的市镇（或旧市镇、城区）包括：安德尔河畔雷尼亚克、安德尔河畔尚堡、谢迪尼、多吕勒塞克。

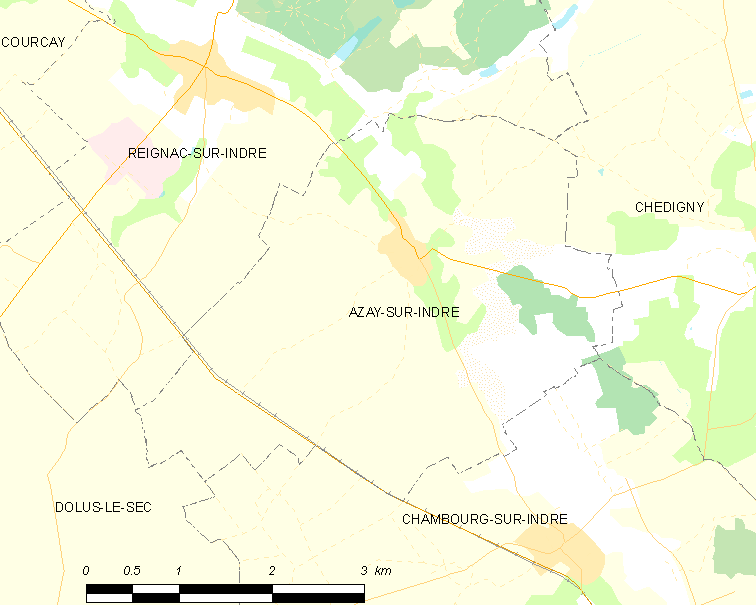
安德尔河畔阿宰的OSM定位图

安德尔河畔阿宰的时区为UTC+01:00、UTC+02:00（夏令时）。

## 行政
安德尔河畔阿宰的邮政编码为37310，INSEE市镇编码为37016。

## 政治
安德尔河畔阿宰所属的省级选区为洛什县。

## 人口

1962-2008年间安德尔河畔阿宰人口变化图示

安德尔河畔阿宰于2022年1月1日时的人口数量为363人。